# 高橋政右衛門
高橋 政右衛門（たかはし まさうえもん、1861年9月21日（文久元年8月17日） - 1927年（昭和2年）1月15日）は、日本の政治家、衆議院議員（1期）。

## 経歴
滋賀県出身。和学と漢学を修める。呉服商を営む。日枝村長、滋賀県会議員となる。また、東京織物問屋同業組合評議員、呉服太物同業組合幹事となる。
1908年の第10回衆議院議員総選挙において滋賀県郡部から無所属で立候補して当選した。衆議院議員を1期務め、のち、立憲政友会に入った。1912年の第11回衆議院議員総選挙には出馬しなかった。1927年に死去した。